# Diphaglossa gayi
Diphaglossa gayi är en biart som beskrevs av Maximilian Spinola 1851. Diphaglossa gayi ingår i släktet Diphaglossa och familjen korttungebin. Inga underarter finns listade i Catalogue of Life.